# Ненько Ігор Анатолійович

Ігор Ненько 17 серпня 2006 на прес-конференції в Укрінформі

Ігор Анатолійович Ненько (*14 червня 1975, Олександрія) — український плавець-марафонець, кандидат у майстри спорту СРСР, перший українець та представник країн колишнього СРСР, що переплив протоку Ла-Манш.

## Біографія
Ігор Ненько народився 1975 р. в Олександрії. Почав займатись водними видами спорту у 8-річному віці. За свої спортивні досягнення отримав звання кандидата у майстри спорту СРСР.
Спортивні досягнення:
- багаторазовий призер України,
- учасник Всесвітнього марафонського забігу Миру (2003 р.)
- перемога у марафонському запливі (12 годин, м. Берн, Швейцарія, 2005 р.), та ін.

## ПодоланняЛа-Маншу
Федерація запливів через протоку Ла-Манш та супроводження плавців, дала офіційний дозвіл на старт українського спортсмена Ігоря Ненько 4 серпня о 22.30 (Київський час), який напередодні успішно подолав кваліфікацію і чекав старту в англійському місті Дувр.
Ігор Ненько розпочав свій заплив через протоку Ла-Манш 5 серпня 2006 року о 9.13 від англійського узбережжя протоки. На французький берег він ступив о 19.47. Таким чином, Україна вступила до неофіційного клубу країн, представники яких подолали Ла-Манш вплав.

### Перебіг запливу
Згідно з графіком запливу, кожної години спортсмену було дозволено харчуватись. Для цього передбачено короткі (до 1 хв.) зупинки. Проте щоб не втрачати часу, Ненько харчувався під час руху. О 10.30 згідно з графіком, було здійснено першу короткотривалу однохвилинну зупинку, під час якої не покидаючи води Ігор Ненько отримав спеціальне харчування, що включало зелений чай із китайським лимонником та фруктозою.
Через п'ять годин він подолав більшу половину відстані, що розділяє Велику Британію та Францію. Це було визначено навігаційними приладами представника Федерації запливів через протоку Ла-Манш та супроводу плавців, а також штурмана човна супроводу.
На заключному етапі запливу піднявся досить сильний вітер, море стало бурхливим. Оскільки вітер та хвилі віднесли плавця від оптимального маршруту, відстань, яку він подолав, трохи згодом була вираховувана за допомогою морських карт та спеціального технічного обладнання.